# نانگالکوت
نانگالکوت (به لاتین: Nangalkot) یک منطقهٔ مسکونی در بنگلادش است که در ناحیه کومیلا واقع شده‌است. نانگالکوت ۲۲۵٫۹۵ کیلومتر مربع مساحت و ۳۷۵٬۹۸۵ نفر جمعیت دارد.